# Meridian (condado de Stephens)
Meridian es un lugar designado por el censo ubicado en el condado de Stephens en el estado estadounidense de Oklahoma. En el Censo de 2010 tenía una población de 1493 habitantes y una densidad poblacional de 271,66 personas por km².

## Geografía
Meridian se encuentra ubicado en las coordenadas 34°25′29″N 97°58′39″O / 34.42472, -97.97750. Según la Oficina del Censo de los Estados Unidos, Meridian tiene una superficie total de 8.84 km², de la cual 19.77 km² corresponden a tierra firme y (4.3%) 0.38 km² es agua.

## Demografía
Según el censo de 2010, había 1493 personas residiendo en Meridian. La densidad de población era de 271,66 hab./km². De los 1493 habitantes, Meridian estaba compuesto por el 87.81% blancos, el 0.07% eran afroamericanos, el 7.17% eran amerindios, el 0.2% eran asiáticos, el 0.13% eran isleños del Pacífico, el 0.47% eran de otras razas y el 4.15% pertenecían a dos o más razas. Del total de la población el 2.55% eran hispanos o latinos de cualquier raza.